# VedvarendeEnergi (forening)
VedvarendeEnergi (tidligere Organisationen for Vedvarende Energi) er en dansk forening, stiftet i 1975. VedvarendeEnergi arbejder for at fremme den grønne omstilling. Foreningens formål er at arbejde for en ressource- og miljøbevidst energi- og miljøpolitik og gennem et folkeligt initiativ at opnå 100% selvforsyning fra de vedvarende energikilder.
VedvarendeEnergi var medstifter af INFORSE i 1992. Foreningen er forbundet med andre lignende græsrodsbevægelser, såsom OOA, NOAH (dansk miljøorganisation), m.fl., VE er medlem af 92-gruppen hvor 20 danske miljø- og udviklingsorganisationer samarbejder siden forberedelserne til FN's Miljø- og Udviklingskonference i Rio de Janeiro. Bl.a. VE, i samarbejde med Det Økologiske Råd, FEU, Greenpeace, WWF, Natur og Ungdom, havde en Klimakampagne i 2002 om "Hvad kan Danmark gøre – forslag og visioner."